# Yi Jingqian
Yi Jingqian (chinesisch 易景茜, Pinyin Yὶ Jῐngqiὰn; * 28. Februar 1974 in Nanjing) ist eine ehemalige chinesische Tennisspielerin.

## Erfolge
Yi spielte erstmals 1991 im chinesischen Fed-Cup-Team und wurde 1994 Profi. In ihrer Karriere gewann sie 13 Einzeltitel und sechs Doppeltitel bei Turnieren des ITF Women’s Circuit. Sie stand 1995 in Surabaya und Pattaya im Finale zweier WTA-Tour-Turniere.  Von 1996 bis 2001 stand sie als Einzelspielerin bei mehreren großen Turnieren im Hauptfeld. Ihren größten Fortschritt bei einem Grand Slam erreichte sie bei den Australian Open 2000, als sie die dritte Runde erreichte.